# Rikkerjaure
Rikkerjaure är en sjö i Storumans kommun i Lappland och ingår i Umeälvens huvudavrinningsområde. Sjön har en area på 1,01 kvadratkilometer och ligger 727,1 meter över havet.

## Delavrinningsområde
Rikkerjaure ingår i det delavrinningsområde (727517-144942) som SMHI kallar för Utloppet av Rikkerjaure. Medelhöjden är 816 meter över havet och ytan är 8,86 kvadratkilometer. Det finns inga avrinningsområden uppströms utan avrinningsområdet är högsta punkten. Vattendraget som avvattnar avrinningsområdet har biflödesordning 4, vilket innebär att vattnet flödar genom totalt 4 vattendrag innan det når havet efter 407 kilometer. Avrinningsområdet består mestadels av kalfjäll (85 procent). Avrinningsområdet har 1,36 kvadratkilometer vattenytor vilket ger det en sjöprocent på 15,3 procent.